# Бруно Ольбрихт
Бруно Едвард Ольбрихт (псевдо «Ольза») (нар. 6 жовтня 1895 року в Сяноку - пом. 23 березня 1951 року в Кракові) - генерал‑майор Польської армії, кавалер Ордену Virtuti Militari, численні військовиі та державні відзнаки. Відповідальний за проведення каральних акцій проти українського цивільного населення в часи "пацифікації" та "ревіндикації" режиму санації, зокрема полонізаційно-відновної акції.

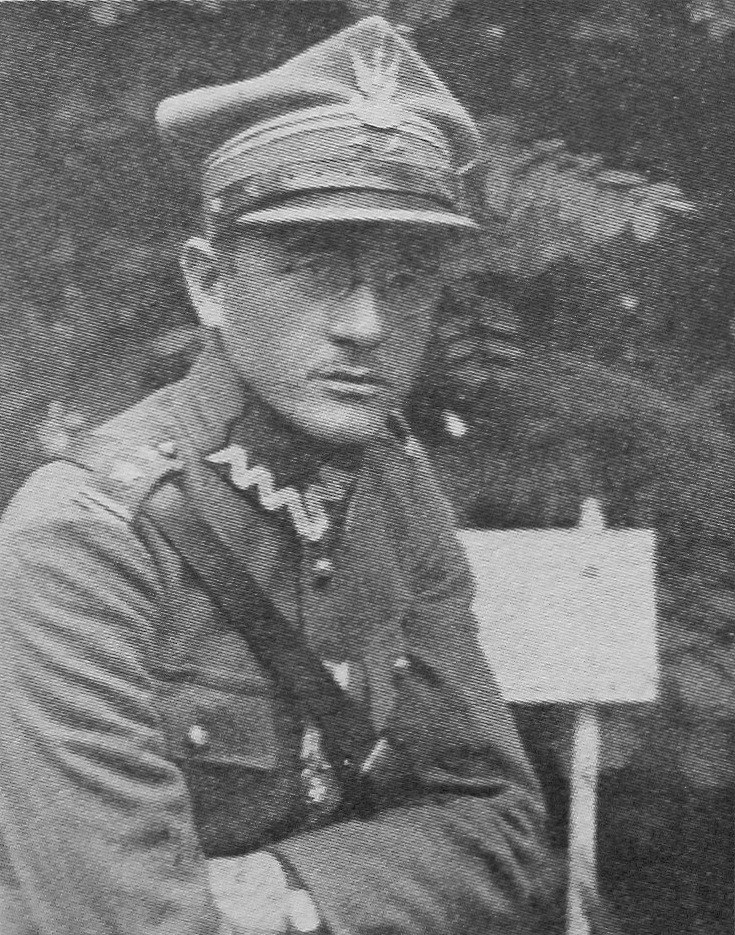
Бруно Ольбрихт у званні підполковника

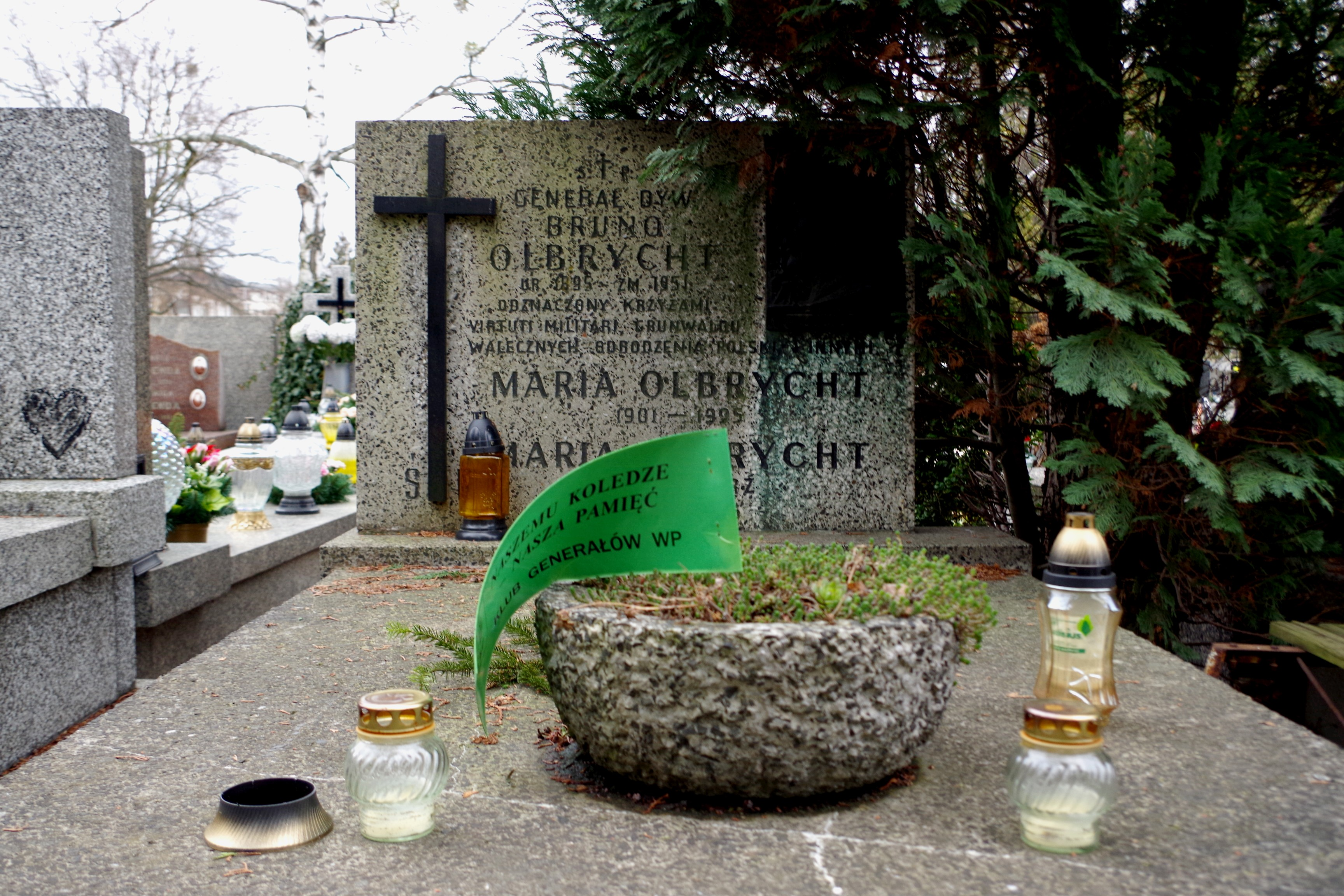
Могила ген. Бруно Ольбрихт на військовому кладовищі Повонзкі у Варшаві

## Біографія

### Родина та освіта
Бруно був сином Петра Ольбрихта — ветеринарного лікаря, який  1887 року працював районним ветеринаром у Сяноку , а згодом — старшим ветеринарним лікарем в окрузі Вадовиці — та Марії, уродженої Яворської, У нього було двоє братів: Ян Станіслав (1886–1968), лікар і професор, та Тадеуш (1891–1963), зоотехнік і професор.  Бруно здобув початкову освіту в Бохні, навчався в гімназії у Вадовіцах і активно був залучений до діяльності гімнастичного товариства «Сокіл».
Під час Першої світової війни, з 6 серпня 1914 року служив у Польських легіонах Австро-Угорщини. Пройшов шлях від прапорщика (жовтень 1914) до капітана (вересень 1917), очолюючи підрозділи батальйонів 3-го піхотного полку 2‑ї бригади.  Брав участь у боях у Карпатах, на Буковині й на Волині. Після битви під Раранчею його інтернували в Хусті.
Згідно з рескриптом Регентської ради від 25 жовтня 1918 року, колишнього офіцера Польського допоміжного корпусу було призначено до Польської армії.

### Кар’єра в часи незалежної Польщі
Після повернення з інтернування він перейшов до новоствореної Польської армії. Під час війни з українцями у Східній Малопольщі в 1918–1921 роках командував батальйоном 8-го легіонерського піхотного полку. 1 червня 1919 року присвоєно звання підполковника з відповідним старшинством  1920 року брав участь у Польсько-радянській війні,  воював під Рівним, Радомишлем і форсував Німан, дійшов до Ліди. У жовтні 1920 року за наказом генерала Желіговського пройшов операцію під Свенчянами. З 1921 по квітень 1927 року був командиром 8-го полку у Любліні.1 грудня 1924 року його було підвищено до полковника зі старшинством від 15 серпня 1924 року та 26-м місцем у корпусі піхотних офіцерів. В середині 1920-х років він був головою оперативної секції Комітету будівництва Будинку польського солдата в Любліні
З квітня 1927 до 1930 року — заступник командира 2-ї піхотної дивізії легіонів у Кельце, а потім командир дивізійної піхоти. З 1930 до 1936 року очолював Навчальний центр піхоти в Рембертуві. Від 1936 до травня 1938 року — командир 3-ї піхотної дивізії легіонів у Замості. 
За свідченням історика Зигмунта Клюковського,  1937 року Ольбрихт організував антисемітську кампанію в Замості, включно з бойкотом єврейських магазинів. 1938 року він керував акцією зі знищення православних церков на Холмщині та переслідуванням польських православних і українців.
У березні 1937 року підвищений до бригадного генерала зі старшинством від 19 березня 1937 року та 1. місце в генеральському корпусі З травня 1938 року по вересень 1939 року він знову обіймав посаду коменданта Навчального центру піхоти.

### Друга світова війна
У вересневій кампанії 1939 року Бруно Едвард Ольбрихт командував 39-ю піхотною дивізією (резервною), що входила до складу Армії «Люблін» .  Через важке захворювання та фізичне виснаження його на окремих ділянках заміняв полковник Броніслав Дух, однак протягом усієї кампанії Ольбрихт здійснював загальне командування та координував усі військові дії.
27 вересня 1939 року поблизу Тересполя він капітулював перед німцями та потрапив у полон. Його утримували в таборах для військовополонених: спочатку в Oflag II D у Гросс-Борні, потім у Oflag IV B у Кенігштайні. Перебуваючи в таборі Oflag II B у Арнсвальде, Ольбрихт став головним організатором культурного та освітнього життя. З його ініціативи була створена перша легально діюча табірна газета для військовополонених — «Gazetka Obozowa».
У липні 1940 року він тяжко захворів  1941 року як інваліда війни його було звільнено з полону   та переведено на лікування до шпиталю у Варшаві — Уяздовської лікарні, де він залишався до 1943 року Після одужання його прийняли до лав Армії Крайової.
1943 року він служив в Інспекційному бюро штабу Армії Крайової. У серпні 1944 року, в рамках акції «Буря», він командував оперативною групою Армії Крайової «Цешинська Сілезія». У жовтні 1944 року його заарештували німці, однак уже наступного дня його звільнив диверсійний загін 16-го піхотного полку Армії Крайової у Кальварії Зебжидовській
Після звільнення Ольбрихт став командиром 21-ї гірсько-піхотної дивізії Армії Крайової. 20 січня 1945 року він підписав наказ про розформування підпорядкованих йому частин.

### Служба в Польській народній армії
14 квітня 1945 року його прийняли до лав Польської народної армії. У червні того ж року його було направлено до Школи офіцерів піхоти № 1 на посаду заступника коменданта з перспективою заміни генерала бригади Міхала Юрхіна — тодішнього коменданта школи. Наприкінці липня 1945 року його було призначено начальником Департаменту піхотних і кавалерійських офіцерських шкіл Міністерства національної оборони, а 2 серпня — начальником Відділу офіцерських шкіл Департаменту піхоти того ж міністерства. 
Постановою Президії Крайової народної ради від 14 грудня 1945 року йому було присвоєно звання генерала дивізії з вислугою років, що рахувалася від 1 січня 1946 року.
З 13 вересня 1945 року він обіймав посаду командувача Варшавського військового округу. У цій ролі він організовував боротьбу проти збройного підпілля, зокрема очолив найбільшу акцію пацифікації у лютому 1946 року (з 5 по 27 лютого), що охопила території Варшавського, Білостоцького та Люблінського воєводств. Також він був ініціатором створення військових поселень на Мазурах.
З грудня 1946 по жовтень 1947 року він обіймав посаду коменданта Центру підготовки піхоти в Рембертуві. У листопаді 1947 року внаслідок крововиливу в мозок його було госпіталізовано. Після чергового інсульту вийшов на пенсію у вересні 1948 року. Помер 23 березня 1951 року в Кракові    після третього інсульту. Похований на військовому кладовищі Повонзки у Варшаві (ділянка F-4-7).
Дружина — Марія Кулеша (1901–1995), діти: Ян (нар. 1922) і Марія (нар. 1925).

## Звання
- капітан - 1917
- підполковник - 3 травня 1922 року, засвідчений зі старшинством 1 червня 1919 року в корпусі піхотних офіцерів
- Полковник – 1 грудня 1924 року зі старшинством з 15 та 26 серпня 1924 року. місце в корпусі піхотних офіцерів
- Бригадний генерал – 19 березня 1937 року
- Генерал-майор – 1945

## Ордени та нагороди[34]
- Орден Грюнвальдського хреста 3-го ступеня (21 липня 1946 р.) [33]
- Срібний хрест Військового ордену Virtuti Militari № 7340 (17 травня 1922 р.) [35] [7] [36]
- Хрест Незалежності (9 листопада 1931 р.) [37]
- Офіцерський хрест Ордена Відродження Польщі (10 листопада 1928 р.)
- Лицарський хрест Ордена Відродження Польщі
- Хрест Доблесті (чотири рази) [38]
- Золотий Хрест Заслуги (16 березня 1934 р.) [39]
- Партизанський хрест
- Пам'ятна медаль війни 1918–1921 років
- Медаль десятої річниці відновленої незалежності
- Грюнвальдський знак
- Командорський хрест Ордена Меча (Швеція, 1932)
- Командорський хрест Ордена Трьох Зірок (Латвія, 1934) [40]
- Командорський хрест ордена «За військові заслуги» (Болгарія, 1936) [41]